# 迪斯托莫-阿拉霍瓦-安迪基拉
迪斯托莫-阿拉霍瓦-安迪基拉（希臘語：Δίστομο-Αράχοβα-Αντίκυρα），是希臘中希臘大區维奥蒂亚专区的市镇，行政中心为迪斯托莫镇。市镇面积为294.05平方公里，2021年人口数量为7,612人。

## 市镇
迪斯托莫-阿拉霍瓦-安迪基拉市镇是在2011年地方政府改革中设立，由原两个市镇（迪斯托莫、阿拉霍瓦）及一个社区（安迪基拉）合并而成，原市镇及社区则成为新市镇的市区。